# Selección de rugby de Sri Lanka
La selección de rugby de Sri Lanka es el equipo representativo de ese país en torneos internacionales. Está regulado por la Sri Lanka Rugby Football Union.

## Reseña
El rugby en Sri Lanka (hasta 1972 se llamó Ceilán), comenzó a practicarse en 1879 a raíz de la creación de un club en Colombo. Sin embargo la primera selección nacional se armó en 1907, cuando recibió en una gira al seleccionado neozelandés de rugby league.
Comenzó a jugar en el Asian Rugby Championship de 1970 todavía con el nombre de Ceilán, en esa ocasión finalizó 3.º en el grupo. En 1974 participa del cuarto torneo asiático en condición de local alcanzando el vicecampeonato, siendo la mejor ubicación lograda hasta hoy.

## Palmarés
- Asia Rugby Championship Division 1 (4): 2010, 2013, 2015, 2024
- Torneo Cuadrangular: 1997[4]

## Participación en copas
| - no ha clasificado - Asian Rugby Championship 1969: no participó - Asian Rugby Championship 1970: 3º en el grupo - Asian Rugby Championship 1972: 6º puesto - Asian Rugby Championship 1974: 2º puesto - Asian Rugby Championship 1976: no participó - Asian Rugby Championship 1978: 3º en el grupo - Asian Rugby Championship 1980: 4º en el grupo - Asian Rugby Championship 1982: 4º en el grupo - Asian Rugby Championship 1984: 3º en el grupo - Asian Rugby Championship 1986: 3º en el grupo - Asian Rugby Championship 1988: 3º en el grupo - Asian Rugby Championship 1990: 4º en el grupo - Asian Rugby Championship 1992: 3º en el grupo - Asian Rugby Championship 1994: 4º en el grupo - Asian Rugby Championship 1996: 3º en el grupo - ARC 2025: En disputa - ARC Division 2 1998: 2º puesto - ARC Division 2 2000: 3º puesto - ARC Division 2 2006: 2º puesto | - ARC Division 3 2004: 2º puesto - Asian 5 Nations 2011: 5º puesto (último) - Asian 5 Nations 2014: 5º puesto (último) - Asian 5 Nations Division 1 2008: 3º puesto (último) - Asian 5 Nations Division 1 2009: 3º puesto - Asian 5 Nations Division 1 2010: Campeón invicto - Asian 5 Nations Division 1 2012: 2º puesto - Asian 5 Nations Division 1 2013: Campeón invicto - ARC Division 1 2015: Campeón invicto - ARC Division 1 2016: 2º puesto - ARC Division 1 2017: 2º puesto - ARC Division 1 2018: se retiró - ARC Division 1 2019: 3º puesto - Torneo Cuadrangular 1997: Campeón invicto - Serendib Cup 2013: 2º puesto - Juegos Asiáticos 1998: 4° puesto - Juegos Asiáticos 2002: 4° puesto |